# Grand Hotel (Fernsehserie)
Grand Hotel (Originaltitel: Gran Hotel) ist eine spanische Fernsehserie, die von 2011 bis 2013 für den Fernsehsender Antena 3 produziert wurde. Die Idee zur Fernsehserie stammte von Ramón Campos und Gema R. Neira. Sie spielt in einem Grand Hotel in der fiktiven Stadt Cantaloa und handelt von einer großbürgerlichen Familie und ihrem Personal am Anfang des 20. Jahrhunderts. Die Erstausstrahlung in Spanien erfolgte am 4. Oktober 2011. In Deutschland startete die Fernsehserie am 8. Oktober 2013 auf dem Pay-TV-Sender Sony Entertainment Television.
Die Fernsehserie erhielt mehrere spanische Fernsehpreise, unter anderem den Fotogramas de Plata. Gedreht wurde am Palacio de la Magdalena in Santander, Kantabrien. Von Kritikern wird die Fernsehserie oft als „spanisches Downton Abbey“ bezeichnet.
Während die spanische Fassung 39 Episoden in 3 Staffeln umfasst, ist die deutsche Fassung auf insgesamt 66 Episoden in 3 bzw. 5 Staffeln aufgeteilt.

## Handlung der ersten Staffel
Die Fernsehserie spielt in der fiktiven Stadt Cantaloa im luxuriösen Grand Hotel, dem Familiensitz der Hoteldynastie Alarcón, und dreht sich um den Alltag der Alarcón-Familie und ihrer Angestellten.
Der kühne und charmante Julio Olmedo schleust sich als Kellner in das Grand Hotel ein, um das mysteriöse Verschwinden seiner Schwester Cristina aufzuklären. Bei seinen Ermittlungen kommt er einem Komplott aus Intrigen, Liebschaften und Morden auf die Spur.
Er kommt aber auch der bildschönen Alicia Alarcón, der Tochter des Hotelbesitzers Carlos Alarcón, näher, die jedoch schon dem Hotel-Magnaten Diego Murquía versprochen ist, um das Familienerbe zu sichern. Alicia erfährt nach einiger Zeit von Julios wahren Absichten, beschließt ihm aber zu helfen, auch wenn dies heißt, sich gegen die eigene Familie zu stellen. Alicias Verlobter Diego wird verdächtigt, Julios Schwester Cristina ermordet zu haben, mit der er eine Affäre hatte.
Cristina hatte Gegenstände aus dem Hotel gestohlen und verkauft, um zusätzlich an Geld zu kommen. Dabei war sie zufällig auf einen Brief mit dem Familiengeheimnis der Alarcóns gestoßen: Andrés, der Sohn der Hausdame und der beste Freund und Zimmernachbar von Julio, ist der unehelich erstgeborene Sohn des verstorbenen Don Carlos und damit der rechtmäßige Erbe des Grand Hotels. Mit diesem Brief wollte Cristina die Alarcóns erpressen und suchte dabei die Unterstützung von Diego. Dieser verrät sie allerdings an Doña Teresa, die Diego daraufhin die Anweisung gibt, sich um das Problem zu kümmern.
Am Abend des Lichterfestes, an dem feierlich die Elektrizität im Hotel in Betrieb genommen wird, flieht Cristina überstürzt aus dem Hotel. Am See wird sie von Diego gestellt, der ihr einen Schlag versetzt, nach dem sie bewusstlos in den See fällt. Diego hält sie für tot und kehrt ins Hotel zurück. Cristina wird von Pascual, einem Kellner im Grand Hotel, der in sie verliebt ist, aus dem See gezogen und schwer verletzt gerettet. Pascual versteckt die bewusstlose Cristina den nächsten Monat über, bis sie das Bewusstsein wieder erlangt. Die beiden beschließen, sich an den Alarcóns zu rächen und beginnen, Diego mit dem vermeintlichen Mord an Cristina zu erpressen. Er soll 50.000 Peseten zahlen oder die Polizei erfährt, dass er den Mord(versuch) an Cristina begangen hat.
Die Übergabe wird von Alicia beobachtet, die den Erpresser allerdings nicht erkennt. Diego verdächtigt zwischenzeitlich sogar Alicia, seine Erpresserin zu sein. Dann finden sich die 50.000 Peseten in einem Koffer, den Diego schließlich Pascual zuordnen kann, der mittlerweile Empfangschef im Grand Hotel ist. Pascual nimmt Alicia als Geisel und bedroht sie mit einem Brieföffner, um das Grand Hotel unbehelligt verlassen zu können. Er wird dabei  von Julio beobachtet, der den beiden folgt. Er versucht Pascual zur Aufgabe zu überreden, wodurch er erfährt, dass weder Pascual noch Diego die Mörder von Cristina sind und Pascual eigentlich in Cristina verliebt war. Bevor er mehr erzählen kann, wird Pascual von Diego erschossen.
Alicia und Julio durchsuchen die Sachen von Pascual und finden einen Schlüssel. Alicia bringt durch einen Besuch bei Kommissar Ayala in Erfahrung, dass Pascual ein Haus im Dorf besaß, zu dem der Schlüssel passt. Julio geht in das Haus, wird allerdings bewusstlos geschlagen. Es stellt sich später heraus, dass sich Cristina in dem Haus versteckt hielt, ihren Bruder für einen Eindringling hielt, ihn deshalb bewusstlos schlug und flüchtete. Julio wird von Kommissar Ayala gefunden, der ihm eröffnet, dass er weiß, dass Julio Cristinas Bruder ist und dass er Julios Hilfe bei den Ermittlungen wegen des Mordes an Cristina braucht.
Der Verdacht gegen Diego erhärtet sich und er wird schließlich verhaftet.
Währenddessen trifft bei Kommissar Ayala ein Haftbefehl für Julio ein: er soll bei einem Raubüberfall gemordet haben. Julio schwört, dass es sich dabei um einen Irrtum handeln muss, muss sich von nun an aber vor Kommissar Ayala verstecken.
Aufgrund von Diegos Inhaftierung löst Doña Teresa die Verlobung von ihm und Alicia, worüber Alicia sehr glücklich ist. Um Diego wegen des Mordes an Cristina verurteilen zu können, wird die Aussage von Julio benötigt. Er muss sich zwischen seiner eigenen Freiheit und der Aussage gegen Diego entscheiden. Er entschließt sich, gegen Diego auszusagen, auch wenn das bedeutet, dass er verhaftet wird. Auf dem Weg zu Kommissar Ayala soll Julio auf Diegos Anweisung hin ermordet werden, damit er nicht aussagen kann. Doch der angeheuerte Mörder wird gerade noch rechtzeitig von Cristina bewusstlos geschlagen, woraufhin sich Cristina ihrem Bruder zu erkennen gibt. Cristina erzählt Julio die ganze Geschichte von ihren Diebstählen, ihrer Affäre mit Diego und dem Brief, dessen genauen Inhalt sie aber nicht verrät und den sie im Hotel versteckt hat. Außerdem eröffnet sie Julio, dass sie weiterhin vorhat, sich an der Familie Alarcón zu rächen. Er müsse deshalb den Brief wiederbeschaffen, damit sie anschließend zusammen fliehen können.
Julio weiht Alicia ein, dass Cristina lebt. Er erzählt ihr von dem Brief, den er aber nicht im von Cristina beschriebenen Versteck finden kann. Alicia will Julio davon abhalten, Cristina zu helfen und mit ihr wegzugehen. Cristina kehrt ins Hotel zurück, um selbst nach dem Brief zu suchen. Sie gibt sich damit allen als lebend zu erkennen und versucht abermals, Doña Teresa und Diego zu erpressen. Sie stellt Doña Teresa eine Falle und will diese töten. Während Doña Teresa auf dem Weg zum Treffpunkt in der Wäschekammer ist, kommt es zu einem Stromausfall. Als das Licht wieder angeht, findet ein Zimmermädchen Cristina tot in der Küche. Sie wurde mit einem Holzhammer erschlagen. Doña Teresa gibt dem Mädchen die Anweisung, Cristinas Leiche in die Wäschekammer zu schaffen und das Blut vom Tatort zu entfernen, damit es wie ein Unfall aussieht. Der Verdacht gegen Diego wird fallen gelassen und er kehrt zum Grand Hotel zurück und die Verlobung mit Alicia wird erneut bekannt gegeben. Die Hochzeit soll in wenigen Wochen stattfinden.
Nach Cristinas Tod möchte Julio das Hotel verlassen und fordert die nach der erneuten Verlobung mit Diego todunglückliche Alicia auf, mit ihm zu kommen. Alicia erscheint am verabredeten Treffpunkt. Bevor der Zug mit beiden abfährt, erzählt Andrés Julio, die Ermittlungen von Kommissar Ayala haben ergeben, der Tod von Cristina war kein Unfall, sondern Mord. Julio entscheidet sich gegen eine Flucht mit Alicia und will in das Hotel zurückkehren, um den Mord an seiner Schwester aufzuklären. Alicia macht ihm schwere Vorwürfe. Sie hat Diego in einem Brief über ihre Flucht in Kenntnis gesetzt und muss nun doch ins Hotel zurück. Es stellt sich heraus, dass Diego den Brief bereits gelesen hat, doch er spricht Alicia nicht darauf an. Die Mordermittlungen von Kommissar Ayala deuten unterdessen auf Sofía, Alicias Schwester, als Mörderin hin. Um seine Frau vor dem Gefängnis zu schützen, gesteht ihr Mann Alfredo den Mord. Da der Mord an Cristina nun als geklärt gilt, will Julio endgültig mit Alicia fliehen. Doch die hat ihm nicht verziehen und heiratet Diego. Julio verlässt das Hotel allein. Bei den Vorbereitungen zum Hochzeitsbankett ereignet sich ein Mordanschlag auf Andrés, es bleibt offen, ob er überlebt.

## Besetzung und Synchronisation
Die deutsche Synchronisation entsteht bei der Synchronfirma Berliner Synchron AG Wenzel Lüdecke in Berlin.
| Figur                                    | Schauspieler/in    | Episoden | Episoden   | Synchronsprecher          |
| Figur                                    | Schauspieler/in    | Staffel  | Folge      | Synchronsprecher          |
| ---------------------------------------- | ------------------ | -------- | ---------- | ------------------------- |
| Teresa Aldecoa                           | Adriana Ozores     | 1–3      | 1–39       | Heike Schroetter          |
| Alicia Alarcón Aldecoa                   | Amaia Salamanca    | 1–3      | 1–39       | Dascha Lehmann            |
| Julio Olmedo                             | Yon González       | 1–3      | 1–39       | Niclas Lutz               |
| Ángela Salinas                           | Concha Velasco     | 1–3      | 1–39       | Sonja Deutsch             |
| Javier Alarcón Aldecoa                   | Eloy Azorín        | 1–3      | 1–39       | Nic Romm                  |
| Sofía Alarcón Aldecoa                    | Luz Valdenebro     | 1–3      | 1–39       | Victoria Sturm            |
| Adrián Vera Celande / Diego Murquía      | Pedro Alonso       | 1–3      | 1–39       | Viktor Neumann            |
| Horacio Ayala                            | Pep Anton Muñoz    | 1–3      | 1–39       | Bodo Wolf                 |
| Andrés Alarcón Salinas                   | Llorenç González   | 1–3      | 1–39       | Felix Spieß               |
| Alfredo Vergara                          | Fele Martínez      | 1–3      | 1–39       | Rainer Fritzsche          |
| Belén Martín                             | Marta Larralde     | 1–3      | 1–39       | Mareile Moeller           |
| Hernando                                 | Antonio Reyes      | 1–3      | 1–39       | Matti Klemm               |
| Sebastián                                | Iván Morales       | 1–3      | 1–39       | Leonhard Mahlich          |
| Lady Ludivina                            | Asunción Balaguer  | 1–3      | 1–38       | Hannelore Minkus          |
| Benjamín Nieto                           | Manuel De Blas     | 1, 3     | 1–9, 18–25 | Eberhard Haar             |
| Cristina Olmedo                          | Paula Prendes      | 1, 3     | 1–9, 27    | Maria Hönig               |
| Elisa de Vergara                         | Kiti Manver        | 1, 2–3   | 3, 10–35   | Christin Marquitan        |
| Mateo                                    | Dión Córdoba       | 1–3      | 4–38       | Dirk Petrick              |
| Isabel                                   | Marián Arahuetes   | 2–3      | 10–19      |                           |
| Ernesto                                  | Juan Luis Galiardo | 2        | 10–17      | Helmut Krauss             |
| Camarero                                 | Cristóbal Araqué   | 2–3      | 11–31      | Sven Fechner              |
| Carlos Alarcón                           | Jordi Bosch        | 2–3      | 12–25      |                           |
| Adriana                                  | Silvia Marsó       | 2        | 13–16      |                           |
| Gonzalo Alarcón                          | Alfonso Bassave    | 2–3      | 15–23      | Sebastian Christoph Jacob |
| Fernando Llanes                          | Víctor Clavijo     | 2–3      | 17–23      | Dennis Schmidt-Foß        |
| Doña Beatriz                             | Cristina Brondo    | 3        | 18–27      | Annina Braunmiller        |
| Camila                                   | Andrea Trepat      | 3        | 19–30      | Friedel Morgenstern       |
| Violeta Salinas                          | Lydia Bosch        | 3        | 23–30      | Anna Carlsson             |
| Maite Ribelles                           | Megan Montaner     | 3        | 26–39      | Bianca Krahl              |
| Laura Montenegro                         | Marta Hazas        | 3        | 26–37      |                           |
| Padre Grau                               | Roger Coma         | 3        | 27–36      |                           |
| Jesús Manzanos Cisneros / Samuel Arriaga | Lluís Homar        | 3        | 28–39      |                           |

## Ausstrahlung
Spanien
In Spanien lief die erste Staffel zwischen dem 4. Oktober und dem 6. Dezember 2011. Die Premiere wurde von 3,72 Millionen Spaniern gesehen. Dies brachte dem Sender Antena 3 einen Marktanteil von 20 Prozent ein. Die zweite Staffel feierte am 3. Oktober 2012 ihre Premiere und endete am 21. November 2012. Die dritte und zugleich letzte Staffel wurde zwischen dem 22. Januar und dem 25. Juni 2013 ausgestrahlt. Die Einschaltquoten bewegten sich in der ersten Staffel im Schnitt bei 3,40 Millionen, die zweite erreichte 2,81 Millionen und die letzte bewegte sich bei 2,64 Millionen Zuschauern.
Deutschland
In Deutschland feierte die Fernsehserie ihre Premiere auf dem Pay-TV-Sender Sony Entertainment Television. Der Sender strahlte die erste Staffel zwischen dem 8. Oktober und dem 5. November 2013 in Doppelfolgen aus. Die ersten fünf Folgen der zweiten Staffel wurde direkt nach der ersten gezeigt. Diese liefen vom 5. November 2013 bis zum 19. November 2013. Die restlichen Folgen sowie die dritte Staffel werden seit dem 28. Januar 2014 gezeigt.
Die Rechte im Free-TV hat sich der Disney Channel gesichert, welcher die Serie seit dem 4. Februar 2014 ausstrahlt.
Ab dem Jahr 2019 wurde die Serie erstmals auf ARD-ONE im Abendprogramm gezeigt.
| Staffel | Staffelstart Sony Entertainment Television (Pay-TV) | Staffelfinale Sony Entertainment Television (Pay-TV) | Staffelstart Disney Channel (Free-TV) | Staffelfinale Disney Channel (Free-TV) |
| ------- | --------------------------------------------------- | ---------------------------------------------------- | ------------------------------------- | -------------------------------------- |
| 1       | 8. Oktober 2013                                     | 19. November 2013                                    | 4. Februar 2014                       | 6. Mai 2014                            |
| 2       | 28. Januar 2014                                     | 29. April 2014                                       | 12. August 2014                       | 17. Februar 2015                       |
| 3       | seit 30. September 2014                             | 9. Dezember 2014                                     |                                       |                                        |

## DVD-Veröffentlichung
Spanien
- Staffel 1 erschien am 18. April 2012
- Staffel 2 erschien am 2. Januar 2013
- Staffel 3 erschien am 28. August 2013

Deutschland
- Staffel 1 erschien am 25. April 2014
- Staffel 2 erschien am 26. September 2014
- Staffel 3 erschien am 28. November 2014
- Staffel 4 erschien am 27. März 2015
- Staffel 5 erschien am 26. Juni 2015

## Internationale Remakes
- 2015: Hotel Imperial (italienische Version)
- 2016: El hotel de los secretos (mexikanische Version)
- 2016: Secret of the Nile (ägyptische Version)
- 2019: Grand Hotel (US-amerikanischer Version)